# Cees Geel
Cees Geel, né Cornelis Pieter Geel le 13 mars 1965 à Schagen, est un acteur et animateur de radio néerlandais.

## Filmographie
- 1993 : Richting Engeland (nl) : Medeleerling
- 1998 : Tate's Voyage (nl) de Paula van der Oest[2]
- 1999 : Man, Vrouw, Hondje (nl) de Nicole van Kilsdonk[3]
- 1999 : Suzy Q (nl) de Martin Koolhoven[4]
- 2000 : The Black Meteor (nl) de Guido Pieters : Jos
- 2002 : Oysters at Nam Kee's (nl) (Oesters van Nam Kee) de Pollo de Pimentel : Kapper[5]
- 2002 : Afrekenen (nl) : Motoragent
- 2003 : 3 musketiers (nl) : Porthos
- 2004 : Bezet (nl) : Rôle inconnu
- 2004 : 06/05 (nl) : le Politicien
- 2004 : Simon de Eddy Terstall : Simon Cohen[6]
- 2005 : Deuce Bigalow : Gigolo malgré lui de Mike Bigelow : Man-Whore Union Doorman[7]
- 2006 : Het Woeden der Gehele Wereld (nl) de Guido Pieters[8]
- 2007 : Les Aventuriers du grand large de Steven de Jong : Koopman[9]
- 2008 : Zomerhitte (nl) de Monique van de Ven[10]
- 2009 : The Hell of '63 (nl) de Steven de Jong[11]
- 2011 : Mijn vader is een detective: De wet van 3 (nl) de Will Wissink[12]
- 2013 : Amsterdam de Stefan Miljevic : Juul
- 2014 : Fish Bowl de Dennis Overeem : Boris[13]
- 2015 : Clean Hands (nl) de Tjebbo Penning : Brandsma[14]
- 2016 : Family Weekend (nl) de Pieter van Rijn : Wesley[15]
- 2016 : Amour et Préjugés de Janice Pierre : Arie[16]
- 2017 : Younger Days (nl) de Paula van der Oest : Bertus[17]

### Séries télévisées
- 1994 : En route : Loueur de voitures
- 1995 : Achilles en het zebrapad : Fleuriste
- 1996-1998 : Baantjer : Deux rôles : Freek Maassen et Frankie de Koening
- 1997 : Flodder (nl) : Bert Kluizinga
- 1998 : Ivoren wachters (nl) : Rôle inconnu
- 1998 : Unit 13 (nl) : Toine
- 1998 : De trip van Teetje (nl) : Theo « Teetje » van Nierhof
- 1998 : Combat (nl) : Hein-Jan Geerlings
- 1999 : Man, vrouw, hondje (nl) : Le chauffeur de taxi
- 1999 : Babes  : Le barman Henk
- 1999 : Spangen (nl) : Tigo
- 2000 : Viva Boer Gerrit : Rôle inconnu
- 2000-2002 : Verkeerd verbonden (nl) : Roelof Karreman[18]
- 2001-2003 : Goede tijden, slechte tijden : Détective Matthias Luther
- 2003 : Sloophamer (nl) : Sjon de Zwaan
- 2004 : Picture This! : Boris
- 2004-2005 : Meiden van De Wit (nl) : Evert Wouda
- 2005 : Medea (nl) de Theo van Gogh[19]
- 2005 : De Band (nl) : Rôle inconnu
- 2005-2006 : Samen (nl) : Kroegbaas Rogier Kuipers
- Depuis 2006 : De Slimste Mens [20]
- 2006 : Intensive Care (nl) : Joost Krans
- 2006 : Spoorloos verdwenen (nl) : Snaker (afl. De verdwenen actrice, 2006)
- 2006 : Jardins secrets : Le régisseur
- 2006 : TopStars (nl) : Le Manager Henk
- 2007 : Adriaan : le père d’Adriaan
- 2008 : Keyzer & De Boer Advocaten : Leo van Vliet
- 2008 : Matroesjka's : Pooier
- 2009 : BN’ers in het Park (nl)[21]
- 2010-2011 : Oh Oh Cherso (nl) de Sander Emmering
- 2011-2013 : Levenslied (nl) : Thomas Besting
- 2012 : Laptop (nl) : Pico
- Depuis 2015 : Flikken Rotterdam (nl) de Pierre De Clercq : Stan Vroom
- 2016 : De Ludwigs (nl) : Kroes
- 2017 : Suspects (nl) : David Boomsma

## Radio
- De Moker sur NPS